# يعاريم

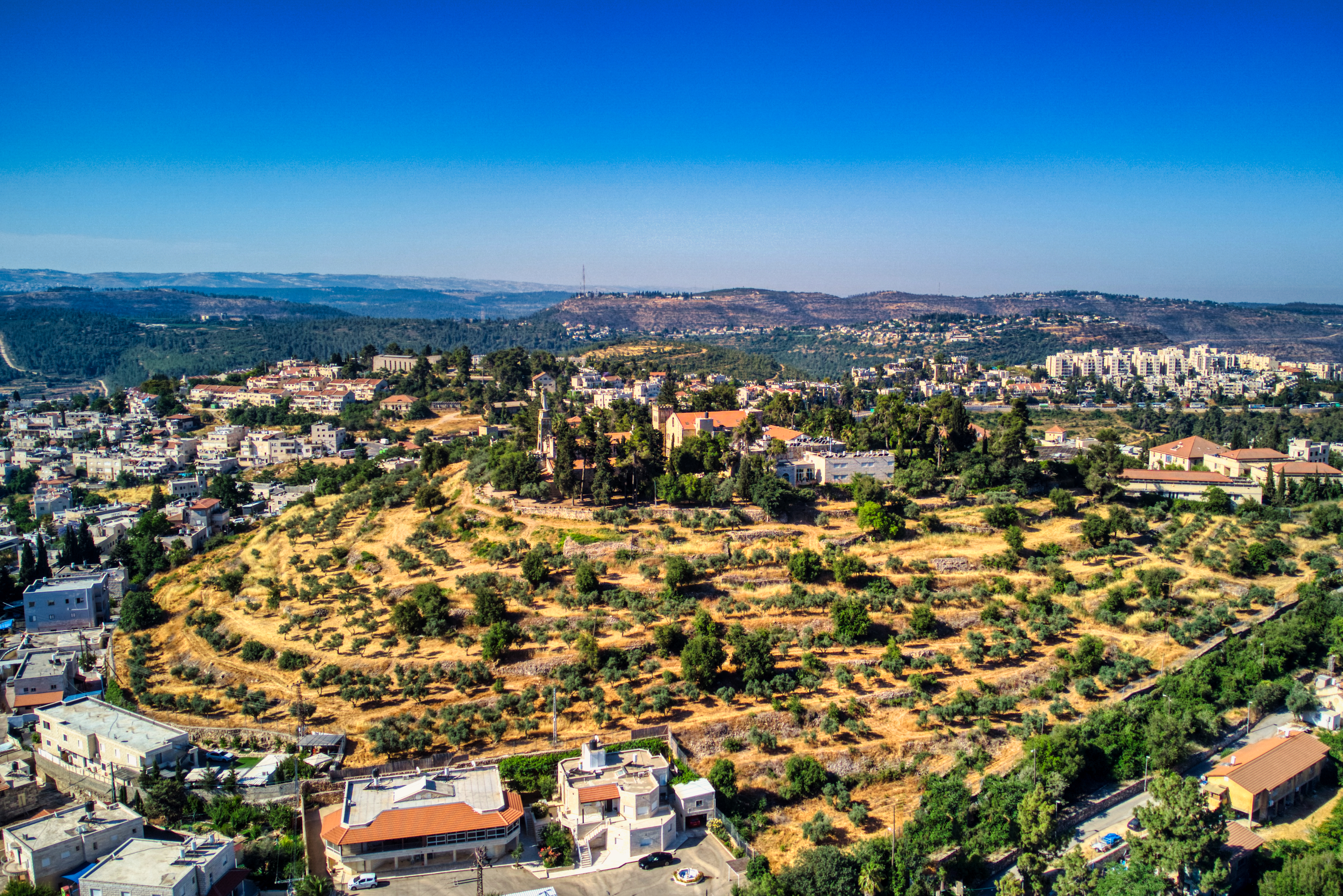
قرية أبو غوش الفلسطينية عام 2022

قرية يعاريم (بالعبرية: קִרְיַת-יְעָרִים‏)، (بالإغريقية: Καριαθιαριμ)‏، كانت مدينة في أرض إسرائيل. مذكورة 18 مرة في الكتاب المقدس العبري. يقال أن مكانها الحالي قرية أبو غوش. حسب سفر صموئيل فإنه ربما نقل إلى القرية تابوت العهد بعد أن كان في بيت شيمش.

## التاريخ
ذكر يوسابيوس القيصري أن قرية يعاريم على بعد حوالي 9 أميال رومانية أو حوالي 15 كم (9.3 ميل) من القدس. حددها المستكشفان في صندوق استكشاف فلسطين، كوندر وهندرسون بأنها الموقع المعروف باسم خربة إرما، وهو خراب يقع 3.6 كيلومتر (2.2 ميل) جنوب كسلا و6.4 كيلومتر (4.0 ميل) شرق بيت شيمش. بينما حددها إدوارد روبنسون أنها مكان بالقرب من أبو غوش على تل حيث يوجد دير العازار حاليًا، على بعد حوالي 7 أميال إلى الغرب من القدس. كان هذا الموقع هو الموقع التوراتي الرئيسي الوحيد الذي لم يتم التنقيب عنه، حتى بدأ التنقيب في عام 2017 من قبل فريق من جامعة تل أبيب وكوليج دو فرانس.
يحدد الكتاب المقدس العبري نبيًا واحدًا على الأقل جاء من هذه المدينة. وهو أوريا بن شمعيا، من قرية يعاريم، وكان من معاصري إرميا. أثار ذلك غضب الملك يهوياقيم (609-598 قبل الميلاد) الذي سعى إلى قتل أوريا. هرب أوريا إلى مصر، حيث ألقى نواب الملك وقبضوا عليه وسلموه إلى الملك لإعدامه ودُفن في مكان غير معروف (إرميا 26: 22-23).